# Małgorzata Cecherz
Małgorzata Cecherz (ur. w 1985 w Gdyni) – polska dziennikarka.

## Życiorys
Jest absolwentką Wydziału Dziennikarstwa i Nauk Politycznych Uniwersytetu Warszawskiego. Współpracowała jako reporterka z Programem 1 Polskiego Radia, TVP1 i nSport. Od 2011 związana z Telewizją Polsat. Tworzyła i pracowała jako reporterka programu „Państwo w Państwie”.
Otrzymała nagrody za reportaże. W 2014 roku otrzymała wraz z programem „Państwo w Państwie” Nagrodę Główną Wolności Słowa przyznawaną przez Stowarzyszenie Dziennikarzy Polskich. W 2016, za program „Czy państwo radzi sobie z lichwą?” z cyklu „Państwo w państwie”, który wyemitowano 29 maja 2016 roku w Telewizji Polsat, otrzymała wyróżnienie Nagrody Watergate za dziennikarstwo śledcze, oraz była nominowana do nagród: Grand Press w kategorii „Publicystyka” i do Nagrody Radia ZET im. Andrzeja Woyciechowskiego.
W listopadzie 2016 ukazała się książka autorstwa Małgorzaty Cecherz „Państwo w Państwie i ja”. Autorka opisała historie, które najbardziej ją poruszyły w wieloletniej pracy w tym programie, z którymi jako reporter stykała się bezpośrednio. Opisane w książce „Państwo w państwie i ja” historie pokazują osobisty stosunek autorki do problemów bohaterów. W tym samym roku razem z prof.  Maciejem Rudnickim założyła firmę producencką Ameno Star. Spółka Ameno Star pracuje nad projektami w zakresie nowych formatów programów telewizyjnych i seriali.
W 2018 Małgorzata Cecherz stworzyła w Polsacie autorski program z gatunku talk-show, w formacie telewizyjnym docu-show, „EMSI na tropie”.
W 2019 roku została Prezesem Fundacji Ameno Star. Fundacja zajmuje się wyszukiwaniem, wspieraniem i promowaniem młodych artystów. 
Jako Prokurent spółki Ameno Star koprodukowała film „Nad Wisłą” w reżyserii Agaty Koryckiej. 4 października 2020 w czasie tegorocznej edycji festiwalu otrzymał aż dwie nagrody: dla Najlepszego Filmu Krótkometrażowego oraz Nagrodę Publiczności.